# 切爾努什卡
56°30′N 56°05′E / 56.500°N 56.083°E
切爾努什卡（俄语：Черну́шка）是俄羅斯彼爾姆邊疆區南部的一個城市、切爾努什卡區行政中心，位於切爾努什卡河畔，南距彼爾姆230公里。2002年人口35,713人。
1859年首見於文獻，1966年建市。